# دیمیترا آسیلیان
دیمیترا آسیلیان (انگلیسی: Dimitra Asilian؛ زادهٔ ۱۰ ژوئیهٔ ۱۹۷۲) بازیکن زن واترپلو ارمنی‌تبار اهل یونان است. وی در مسابقات کشوری و بین‌المللی در مجموع برندهٔ ۱ مدال نقره شده‌است.